# Azara's agoeti
De Azara's agoeti (Dasyprocta azarae)  is een zoogdier uit de familie van de agoeti's en acouchy's (Dasyproctidae). De wetenschappelijke naam van de soort werd voor het eerst geldig gepubliceerd door Lichtenstein in 1823. De naam verwijst naar de Spaanse natuurwetenschapper Félix de Azara (1746-1821) die van 1781 tot 1801 in Zuid-Amerika verbleef.

## Kenmerken
Dit dier heeft opvallende oren, korte poten en een klein staartje. De vacht is spikkelig licht- tot middelbruin, soms op de buik meer geelbruin. De voorvoet bevat 5 tenen, de achtervoet slechts 3. De lichaamslengte bedraagt 50 cm, de staartlengte 2,5 cm en het gewicht 3 kg.

## Leefwijze
Deze grote, sociaal levende, overdag actieve dieren eten allerlei zaden, vruchten, afgevallen noten en andere plantenkost. Bemerken ze onraad, dan beginnen ze te blaffen.

## Bedreiging
Ze worden in grote delen van hun verspreidingsgebied sterk bejaagd om hun vlees.

## Voorkomen
De soort komt voor in de tropische wouden van Brazilië, Paraguay en Argentinië.